# Wartkowice (gromada)
Wartkowice (do 30 XII 1959 Gostków) – dawna gromada, czyli najmniejsza jednostka podziału terytorialnego Polskiej Rzeczypospolitej Ludowej w latach 1954–1972.
Gromady, z gromadzkimi radami narodowymi (GRN) jako organami władzy najniższego stopnia na wsi, funkcjonowały od reformy reorganizującej administrację wiejską przeprowadzonej jesienią 1954 do momentu ich zniesienia z dniem 1 stycznia 1973, tym samym wypierając organizację gminną w latach 1954–1972.
Gromada Wartkowice siedzibą GRN w Wartkowicach powstała 31 grudnia 1959 w powiecie poddębickim w woj. łódzkim w związku ze zmianą nazwy gromady Gostków z siedzibą GRN w Gostkowie (która równocześnie uległa znacznym zmianom obszarowym) na gromada Wartkowice.
W 1961 roku (styczeń) gromadzka rada narodowa składała się z 27 członków.
Gromada przetrwała do końca 1972 roku, czyli do kolejnej reformy gminnej. 1 stycznia 1973 w powiecie poddębickim utworzono gminę Wartkowice.